# Íñigo Abbad y Lasierra

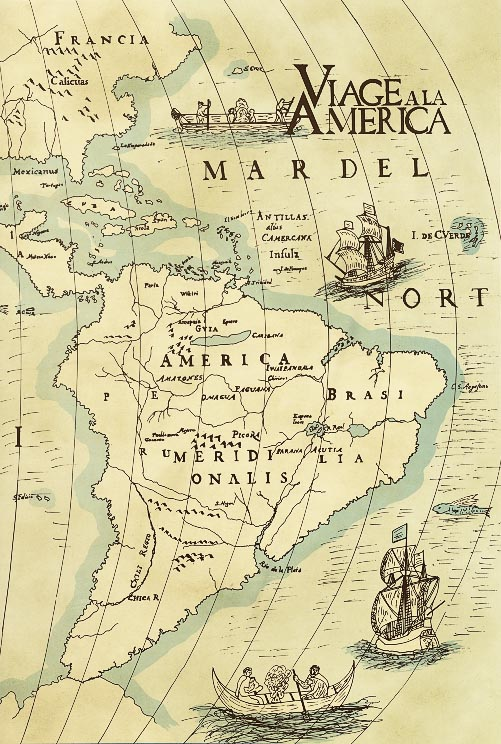
Viage a la América

Íñigo Abbad y Lasierra (* 19. Juni 1743 oder 19. April 1745 in Estadilla, Spanien; † 24. Oktober 1813 in Valencia) war ein Benediktiner, Bischof von Barbastro und verfasste die erste umfassende Darstellung der Geschichte, Nationalität und Kultur Puerto Ricos.

## Leben
Abbad studierte Philosophie in Saragossa und trat in den Orden der Benediktiner ein. Im Jahre 1771 kam er im Alter von 26 Jahren als persönlicher Sekretär des Bischofs der Diözese Puerto Rico, Manuel Jiménez Pérez, auf die Insel. Von 1772 bis 1778 besuchte er im Rahmen seiner kirchlichen Pflichten viele Städte. Außerdem besuchte er als Begleiter von Jiménez Pérez Cumaná die Isla Margarita, Nueva Barcelona, den Orinoco, Trinidad und Venezuela. Während dieser Reise führte er ein Tagebuch mit dem Titel Viage a la América (Reise nach Amerika). Das Buch wurde 1974 in Caracas von der Banco Nacional de Ahorro y Préstamo (Nationale Kredit- und Sparbank) als Faksimile veröffentlicht.
Während er auf der Insel lebte, beobachtete und dokumentierte Abbad jeden Tag das puerto-ricanische Leben. Im Jahr 1788, zehn Jahre nachdem er Puerto Rico verlassen hatte, veröffentlichte er die erste umfassende Geschichte Puerto Ricos unter dem Titel Historia geográfica, civil y natural de la isla de San Juan Bautista de Puerto Rico („Geographische, zivile und natürliche Geschichte Puerto Ricos, der Insel Johannes des Täufers“). In seinem Buch beschrieb er detailliert viele Aspekte des puerto-ricanischen Lebens. Zu den Themen gehören die Festungen von San Juan, die Sitten der Taínos sowie die Geschichte, Gesellschaft, Kleidung, Flora, Fauna, sozioökonomischen Besonderheiten und Persönlichkeit Puerto Ricos. Er thematisiert auch mehrere Reformen wie freien Handel und die Förderung der Landwirtschaft und anderer Industrien. Auch wenn Abbads Buch die vollständigste historische Darstellung der Zeit von 1493 bis 1783 ist, ist zu beachten, dass viele der historischen Schilderungen aus zweiter Hand stammen.
Nachdem er nach Spanien zurückgekehrt war, wurde er Generalprokurator der Benediktiner am königlichen Hof. Karl III. ernannte ihn zum infulierten Abt von Besalú. Am 21. Juni 1790 wurde er zum Bischof von Barbastro ernannt und empfing am 8. August 1790 die Bischofsweihe durch den Erzbischof von Toledo, Francisco Antonio de Lorenzana y Butrón; Mitkonsekratoren waren der Bischof von Astorga, Manuel Abad Lasierra und Jose Martinez Palomino y Lopez de Lorena, emeritierter Bischof von Chiapas.

## Bedeutung
- Den frühesten bekannten Hinweis auf das traditionelle Musikinstrument Güiro findet man in Abbads Schriften. Er beschrieb das Güiro als eines der Instrumente (neben Maracas, Tamburinen und Gitarren), mit denen Tänzer begleitet werden.
- Im Jahr 1785 schrieb Abbad Relación de la Florida, eine Darstellung der spanischen Präsenz in Florida von dessen Entdeckung durch Juan Ponce de León bis zur Errichtung französischer und britischen Kolonien.

## Werke
- Diario del viaje a América (1772–1778)
- Relación de la Florida (1785)
- Historia geográfica, civil y natural de la Isla de San Juan Bautista de Puerto Rico (1788)